# Sainte Catherine d'Alexandrie (Gentileschi)
Pour les articles homonymes, voir Sainte Catherine d'Alexandrie (homonymie).
Sainte Catherine d'Alexandrie est un tableau réalisé par la peintre italienne Artemisia Gentileschi en 1618-1619. De format vertical, cette huile sur toile est une peinture chrétienne qui représente Catherine d'Alexandrie à mi-corps devant un fond sombre. Vêtue de rouge et coiffée d'une couronne, la jeune femme y figure les yeux levés vers le Ciel, la palme des martyrs à la main, face à la roue de son supplice. L'œuvre est conservée à la galerie des Offices, à Florence, en Toscane.

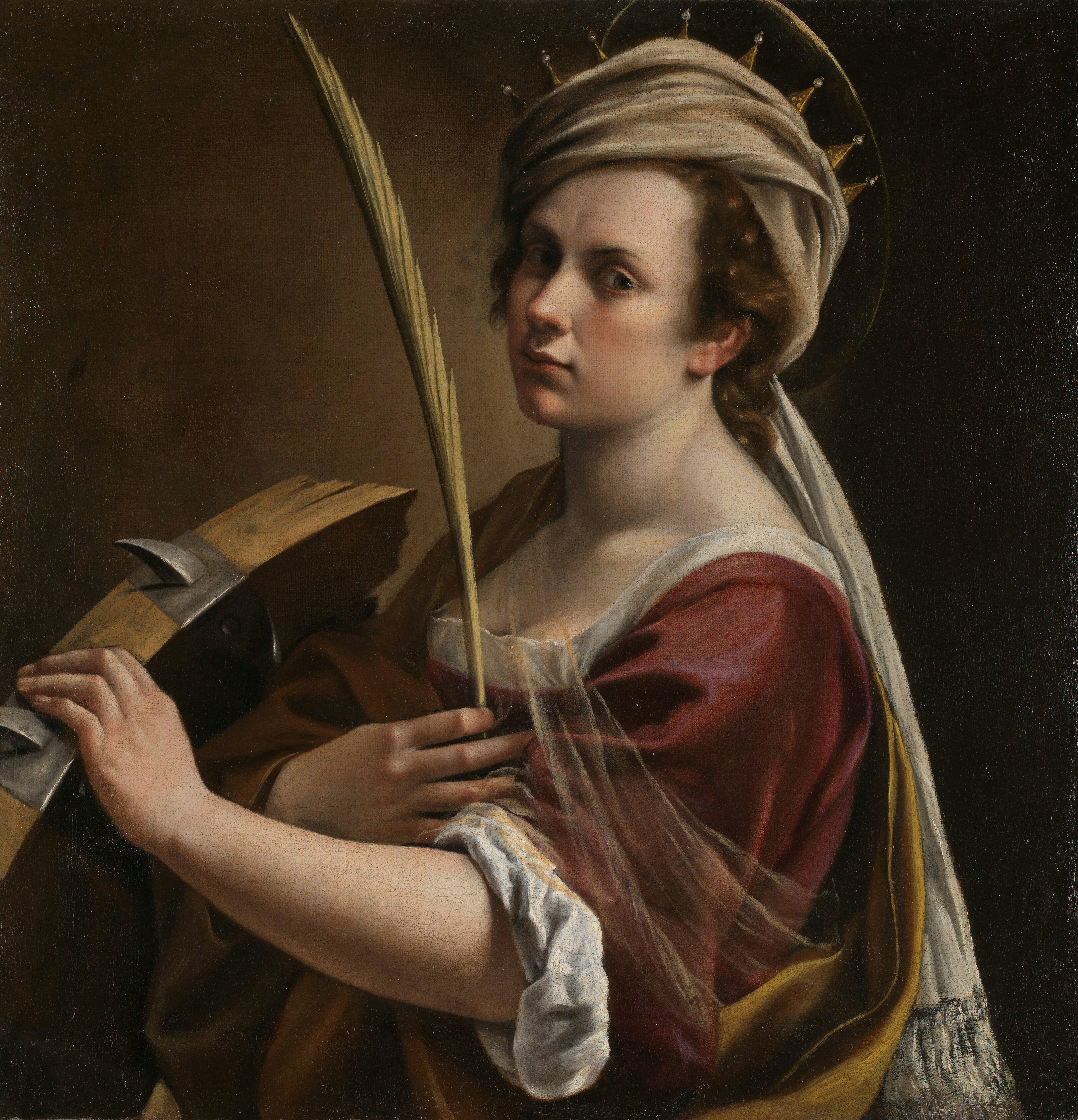
Autoportrait en sainte Catherine d'Alexandrie, vers 1615-1617 – National Gallery, Londres.